# Haematopota annulipes
Haematopota annulipes är en tvåvingeart som beskrevs av Schuurmans Stekhoven 1926. Haematopota annulipes ingår i släktet Haematopota och familjen bromsar. Inga underarter finns listade i Catalogue of Life.